# Self Bank by Singular Bank
Self Bank —actualment amb el nom de SelfBank by Singular Bank— és el servei de banca en línia Self Bank, que avui dia pertany al banc espanyol Singular Bank, S.A.U.
Des del febrer de 2019, la banca en línia Self Bank és propietat de Warburg Pincus —fons de capital risc estatunidenc— i de Javier Marín Romano, exconseller delegat del Banc Santander.
L'any 2014, va ser premiat com el millor banc en línia d'Espanya, en el certamen de premis anual organitzat per la revista Capital Finance International.
Història
L'any 2000, Self Trade —d'origen francès i amb accionistes com el grup Rothschild, el banc alemany Salomon Oppenheim i el holding d'inversions de la família Agnelli (amos de Fiat)— obrí sucursal a Espanya. A les acaballes d'aquell mateix any, Self Trade fou comprat per Direkt Anlage Bank (DAB), el primer banc en línia d'Alemanya.
El 2003, Boursorama, el broker en línia de Société Générale, comprà Self Trade.
El 2009, CaixaBank adquirí el 49% de Self Bank. Se sol·licità llicència bancària i l'entitat es convertí en un banc espanyol.
El 2015, l'entitat actualitzà la seva imatge corporativa.
El juny de 2015, CaixaBank anuncià la venda de la seva participació del 49% de Self Bank a Boursorama.
El juny de 2018, Société Générale anuncià la venda del 100% del capital a Warburg Pincus —fons de capital risc estatunidenc— i a Javier Marín Romano, exconseller delegat de Banco Santander, per 40 milions d'euros.
El febrer de 2019, es completà l'esmentada adquisició.
El gener de 2020, canvià la denominació a Singular Bank, S.A.U., mantenint l'activitat de banca en línia però amb la denominació SelfBank by Singular Bank.